# 山藍摺
山藍摺(やまあいずり)は日本の伝統色の一つ。山藍で摺り染めた布の色で、灰色がかった青緑のことである。
山藍摺の色合いは、植物による日本最古の染色方法で、染色された色目や染色技法の記録も残っていないため、正確には分かっていない。

## 山藍摺に関する事項
新嘗祭に用いられる小忌衣の文様は山藍で染められている。